# ديك ودارد
ديك ودارد (بالإنجليزية: Dick Woodard)‏ هو لاعب كرة قدم أمريكية أمريكي، ولد في 26 يوليو 1926 في بريت في الولايات المتحدة.

## وصلات خارجية
- ديك ودارد على موقع مرجع كرة القدم المحترفة.كوم (الإنجليزية)